# Colorants pigmentaires
 (mars 2015).
Si vous disposez d'ouvrages ou d'articles de référence ou si vous connaissez des sites web de qualité traitant du thème abordé ici, merci de compléter l'article en donnant les références utiles à sa vérifiabilité et en les liant à la section « Notes et références ».
Les Colorants pigmentaires sont des pigments insolubles.

## Description
Les pigments sont des matières colorées non solubles et non réductibles, ils ne peuvent donc pas s'appliquer sur une fibre textile par un procédé de teinture. Dans l'industrie textile, ils sont utilisés à deux stades de la fabrication.

### En filature
Les pigments sont incorporés dans la masse d'une fibre textile artificielle ou synthétique au cours de la filature. Il ne s'agit donc pas de teinture proprement dite bien qu'il y ait coloration de la matière.
Avantages des fils teints dans la masse
- Grâce à la teinture[1] dans la masse, on obtient des fils qui ont des solidités excellentes à tous égards.
- Les fils noirs ainsi obtenus permettent lors du tissage avec d'autres fibres de couleurs naturelles, de teindre celles-ci dans d'autres nuances et d'obtenir ainsi des effets spéciaux.
- Il n'y a pas non plus de dégradation des nuances lors des blanchiments que la matière subit. Les pigments étant totalement inertes contrairement aux colorants.

Inconvénients des fils teints dans la masse
- La présence des pigments déstructure les fibres. Ce qui a pour effet de provoquer lors d'une teinture ultérieure des fibres d'accompagnement, une absorption des dits colorants dans le fil teint en masse et de diminuer ainsi la solidité au lavage ou au frottement de l'ensemble du textile.
- Malgré une gamme de coloris étendue, l'ensemble des coloris ne peut être obtenu.

### En finition textile par enduction
Les pigments se présentent sous forme de pâte dans le secteur de l'enduction textile. On distingue deux types principaux d'enductions:
1. L'enduction légère, colorée ou non, est plutôt destinée aux vêtements de pluie du genre K-way, tente, imitation cuir, housse etc.
2. L'enduction lourde, est destinée aux bâches de camions, fond de piscine etc.

But
Rendre un support textile complètement imperméable et lui conférer une solidité accrue.
Comment
En appliquant à la surface du textile une pâte qui va boucher les espaces compris entre la croisure des fils.
Composition de la pâte
- Des résines[2] seules ou en mélanges suivant les effets recherchés.
- Un catalyseur[3]
- Les pigments.

Matériel
La machine qui permet de faire ce travail se présente ainsi :
- Un dispositif d'introduction de la matière au large et sans plis
- Une racle[4], un dispositif d'alimentation de la pâte, un dispositif de récupération de l'excédent de pâte
- Plusieurs chambres de séchage et de polymérisation
- Un dispositif de refroidissement de la matière
- Un dispositif d'enroulage à la sortie

Le textile passe au travers de la machine sous tension et sans plis ; il est tenu par les lisières. La pâte est déposée devant la racle. La racle uniformise la pâte à la surface du textile et élimine l'excès qui est récupéré. Le textile enduit passe dans un four dans lequel la réaction de polymérisation de la résine va se faire. Le textile est ensuite refroidi et enroulé. Si plusieurs passages sont nécessaires, on recommence l'opération.
Commentaires
- En enduction légère, la pâte ou résine est généralement transparente ; elle est appliquée sur la face envers du textile. La croisure du textile a une densité telle que la pâte d'enduction bouche les espaces sans percer la matière[6].
- En enduction lourde, la pâte est appliquée sur l'endroit du textile à traiter. Le titre des fils utilisés est nettement plus gros, ainsi les espaces entre les points de croisure sont plus grands ; c'est pourquoi on applique d'abord une couche de fond destinée à boucher ses espaces, ensuite on applique la couche d'enduction pigmentée, suivie généralement de l'application d'un vernis.

Remarques
- La quantité de résine déposée au mètre carré est vérifiée tout au long de l'enduction.